# Jalesar
Jalesar is een stad en gemeente in het district Etah van de Indiase staat Uttar Pradesh. 

## Demografie
Volgens de Indiase volkstelling van 2001 wonen er 35.662 mensen in Jalesar, waarvan 53% mannelijk en 47% vrouwelijk is. De plaats heeft een alfabetiseringsgraad van 48%. 